# Federación Alemana de Funcionarios Públicos

Logo de la Federación Alemana de Funcionarios Públicos

La Federación Alemana de Funcionarios Públicos (DBB, del alemán Deutscher Beamtenbund) es la central sindical única de la funcionarios público de la República Federal de Alemania (RFA). 
La DBB fue fundada el 4 de diciembre de 1918 en Alemania. Casi todos los trabajadores de la RDA estaban afiliados a esta federación sindical, alcanzando en 2005 la cifra de 1,25 millones de afiliados . 

## Sindicatos
44 Sindicatos en dbb:
- komba gewerkschaft (localmente servicio)
- Deutsche Steuer Gewerkschaft (DSTG) (administración de impuesto)
- Verband Bildung und Erziehung (VBE) (escuela primaria)
- Deutscher Philologen Verband (DPhV) (escuele secundaria)
- Deutsche Polizei Gewerkschaft (DPolG) (policía)
- Bundesgrenzschutzverband (gbv) (policía del control de la frontera)
- Deutsche Justiz Gewerkschaft (DJG) (justicia)
- Bund der StrafvollzugsBediensteten (BSBD)

(ejecución de las oraciones oficiales)
- Bund der Ruhestandsbeamten, Rentner und Hinterbliebenen (BRH)

(sobreviviente del pensionista )

## Presidente
- 1918–1919: Ernst Remmers
- 1919–1920: Max Lange
- 1920–1933: Wilhelm Flügel
- 1933–1945: Jacob Sprenger
- retitulado a partir del 15 de octubre de 1933 obligatorio adentro

Reichsbund der Deutschen Beamten (RDB)
- 1949–1955: Hans Schäfer
- 1955–1958: Angelo Kramel
- 1959–1987: Alfred Krause
- 1987–1995: Werner Hagedorn
- 1995–2003: Erhard Geyer
- 2003– : Peter Heesen